# Olga Belyakova
Olga Belyakova est une patineuse de vitesse sur piste courte russe.

## Biographie
Belyakova prend part aux épreuves de patinage de vitesse sur piste courte aux Jeux olympiques de 2010, représentant la Russie. Elle arrive trentième du 1 500 mètres.
En 2013, elle arrête sa carrière. Sa carrière comprend une quatrième place au 1 500 mètres aux Championnats du monde de patinage de vitesse sur piste courte 2012 et une médaille d'argent aux Championnats d'Europe de patinage de vitesse sur piste courte 2010 au sein de l'équipe de relais russe. En coupe du monde, elle a eu une médaille d'argent et une médaille de bronze au relais sur l'ensemble de sa carrière. Son meilleur classement en coupe du monde est une treizième place au 1 500 mètres pendant la saison 2006-2007.